# Trevor Wright
Trevor Christopher Wright (Pomona, 23 de agosto de 1980) es un actor estadounidense, conocido sobre todo por su papel en la película Shelter.
Fue estrella invitada en series de televisión como NYPD Blue, Scrubs y Boston Public. Llegó a ser nombrado, en 2003, por la revista Teen Vogue como una estrella «joven y prometedora que está aquí para quedarse».
En 1989, Wright y el actor Elijah Wood aparecieron en el vídeo de Paula Abdul, "Forever Your Girl", dirigido por David Fincher. Posteriormente protagonizó, junto a la cantante y el primo de Stacie Orrico, los videos de sus singles "Stuck" (2003) y "I Could Be the One" (2004).
Su primera experiencia cinematográfica llegó en 1993 con el cortometraje Memories by Joe Frank de Paul Rachman, pero su primer papel importante fue como "Zach" en Shelter, coprotagonizada por Brad Rowe y Thomas Ross.
Wright hizo otros papeles en el cine, como en Vicious Circle, donde apareció interpretando a "Fin". Protagonizó Vacancy 2: The First Cut, la precuela de la película de 2007 Vacancy, que tuvo un lanzamiento en DVD el 20 de enero de 2009. Su filmografía incluye títulos como The Social Network (2010) y 2001 Maniacs: Field of Screams.
Wright practica skate, snowboard, surf y otras actividades similares. Actualmente reside en Los Ángeles, California.

## Filmografía
| Año  | Título                                  | Papel                   | Notas                       |
| ---- | --------------------------------------- | ----------------------- | --------------------------- |
| 2010 | 2001 Maniacs: Field of Screams          | Falcon                  | Película                    |
| 2010 | Scream Queens                           | Él mismo                | Reality de TV (2 episodios) |
| 2010 | The Social Network                      | Josh Thompson           | Película                    |
| 2009 | Silver Street                           | Extra de Cine           | Corto                       |
| 2009 | Vacancy 2: The First Cut                | Caleb                   | Película                    |
| 2008 | Vicious Circle                          | Fin                     | Película                    |
| 2007 | Shelter                                 | Zach                    | Película                    |
| 2006 | Air Buddies                             | Grim                    | Película                    |
| 2006 | South Beach                             | Garret                  | Serie de TV                 |
| 2006 | CSI: NY                                 | Perry Lohmann           | Serie de TV                 |
| 2005 | Special Ed                              | Mitch                   | Película                    |
| 2004 | Listen Up!                              | Jake                    | Serie de TV                 |
| 2004 | George Lopez                            | Zack Powers             | Serie de TV (5 episodios)   |
| 2004 | "I Could Be the One" (by Stacie Orrico) |                         | Vídeo Musical               |
| 2004 | NYPD Blue                               | Charles Slocum          | Serie de TV                 |
| 2003 | The Division                            | Cody Phillips           | Serie de TV                 |
| 2003 | What I Like About You                   |                         | Serie de TV                 |
| 2003 | "Stuck" (de Stacie Orrico)              |                         | Vídeo Musical               |
| 2003 | Scrubs                                  | Kid                     | Serie de TV                 |
| 2003 | MXP: Most Xtreme Primate                | Jay                     | Película                    |
| 2002 | Everwood                                | Estudiante #1           | Serie de TV                 |
| 2002 | Boston Public                           | Walton Hanks            | Serie de TV                 |
| 2002 | Looking Through Lillian                 | Mendigo (no acreditado) | Película                    |
| 2001 | Grounded for Life                       | Extra #1                | Serie de TV                 |
| 2000 | Destiny Stalled                         | No acreditado           | Cortometraje                |
| 2000 | Roswell                                 | Neil                    | Serie de TV                 |
| 1993 | Memories By Joe Frank                   | Joe Frank joven         | Cortometraje                |
| 1989 | "Forever Your Girl" (de Paula Abdul)    | Young James Dean        | Vídeo Musical               |

## Premios
- Mejor Actor, Dallas Out Takes - por su papel en Shelter
- Mejor Actor, Festival Internacional de Tampa GLFF - por su papel en Shelter
- Premio del Público, Internacional de Tampa GLFF - Shelter